# Meinders (Adelsgeschlecht)

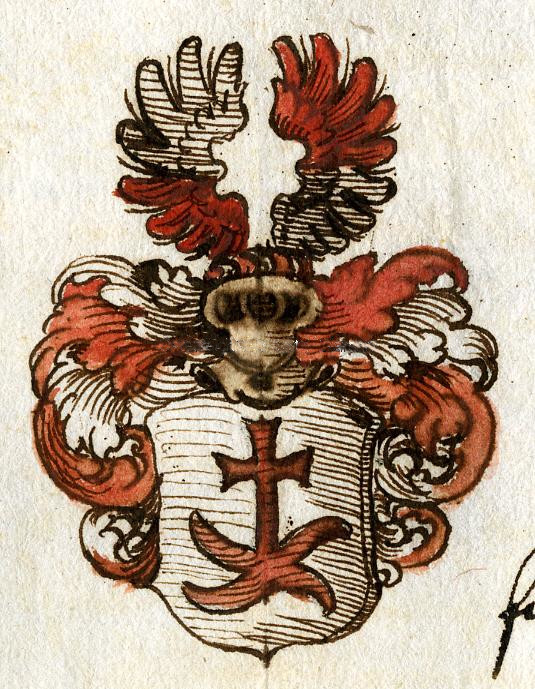
Wappen derer von Meinders im Österreichischen Staatsarchiv

Meinders ist der Name eines erloschenen westfälisch-brandenburgisches Briefadelsgeschlechts.

## Geschichte
Das Geschlecht stammt aus der Grafschaft Ravensberg in Ostwestfalen. Am 2. April 1682 wurde der in Bielefeld geborene Franz Meinders (1630–1695), Kurbrandenburger geheimer Rat und seine Frau Louise Eleonore, geborene Heydenkampff, mit einer Wappenbesserung in den alten Ritterstand für das Reich und die Erblande erhoben. Von kurbrandenburgischer Seite wurde diese Erhebung am 31. August 1682 bestätigt. 1703 und 1704 folgten weitere Adelserhebungen für die Familie. Arnold Heinrich Meinders erhielt am 2. Mai 1703 den preußischen Adelsstand. Am 24. Januar 1704 folgte für die Brüder Arnold Heinrich Meinders, königlich-preußischer Hofrat, Kammerrat und Oberkriegskommissar, und Klamor Hermann Meinders, kaiserlicher Sekretär, ebenfalls mit dem Prädikat „von“ die Erhebung in den rittermäßigen Adelsstand für das Reich und die Erblande. Die Familie erlosch mit den Kindern der Geadelten. Letzter des Geschlechts war Daniel Clamor Ernst von Meinders († 1769), königlich-preußischer Geheimer Kriegsrat.
Begütert war die Familie in Brandenburg in Behlendorf (urkundlich 1680–1702), Hackenow (1680–1702), Heinersdorf (1680–1702) sowie Tasdorf (Rüdersdorf bei Berlin) (1701).

## Persönlichkeiten
- Franz von Meinders (1630–1695), kurbrandenburger Minister und Diplomat
- Hermann Adolph Meinders (1665–1730), deutscher Jurist, Geschichtsschreiber und Historiker

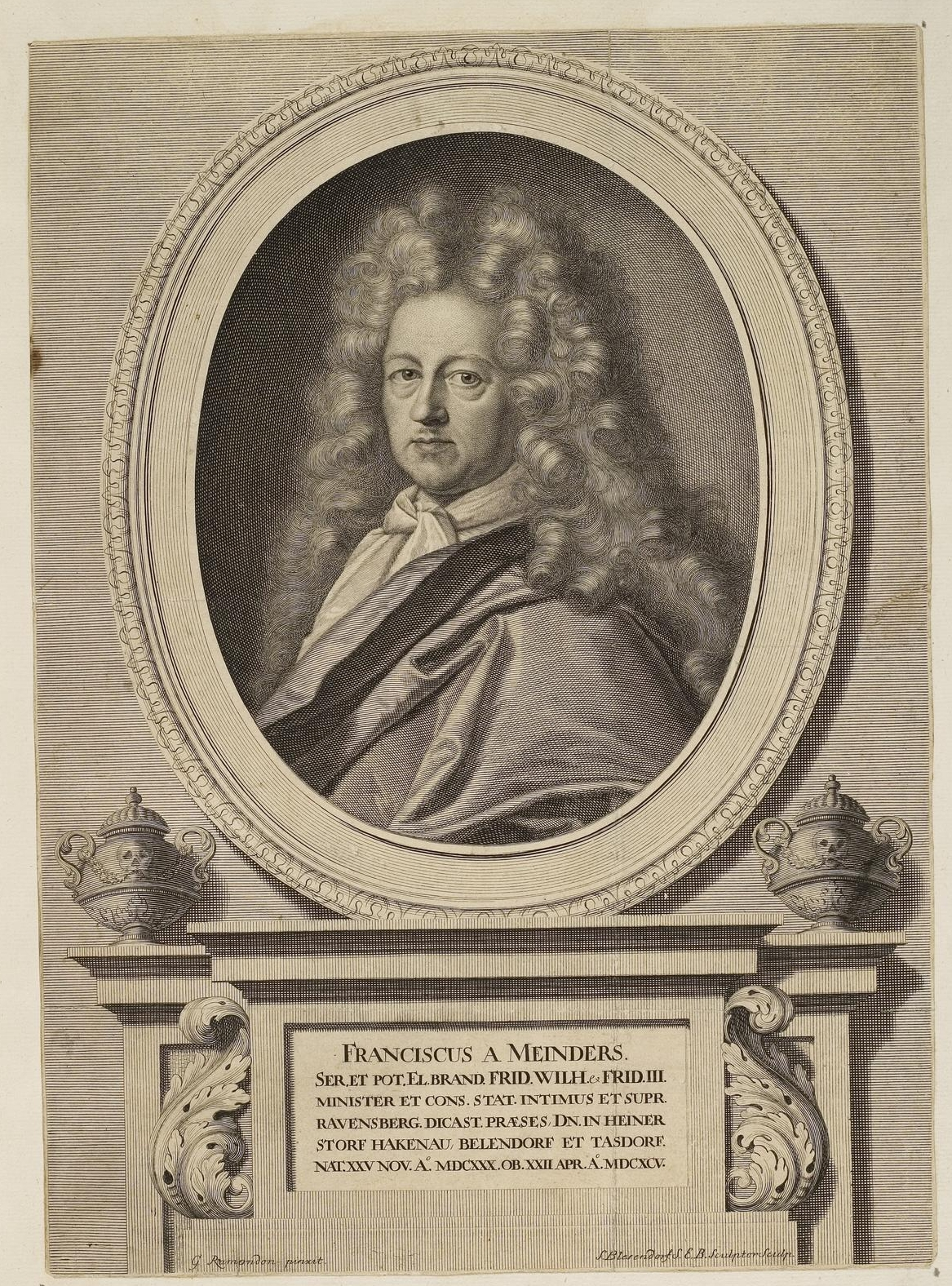
Franz von Meinders (1630–1695)
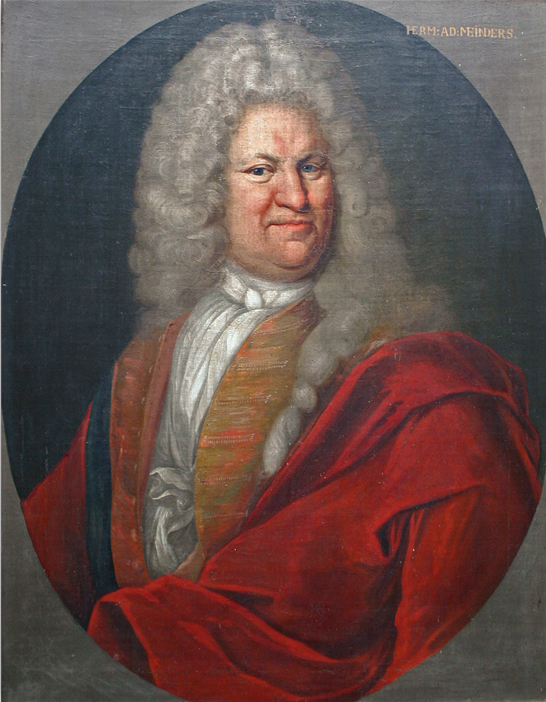
Hermann Adolph Meinders (1665–1730)

## Wappen
- Blasonierung des Stammwappens von 1682: In Silber ein rotes Grabkreuz auf einem roten Andreaskreuz stehend. Auf dem rot-silbern bewulsteten Helm mit rot-silbernen Helmdecken ein offener Flug, die Flügel Silber über Rot geteilt mit gewechselten Farben.
- Blasonierung des Wappens von 1704: Gespaltener silberner Schild. Rechts ein linkssehender roter Adler, links in ein rotes Grabkreuz, unten zu jeder Seite je von einem goldenen (roten?) mit den Spitzen nach außen gewandten Halbmond begleitet. Auf dem rot-silbern gewulsteten Helm mit rot-silbernen Decken ein offener Flug, die Flügel Silber über Rot geteilt mit gewechselten Farben.[5]

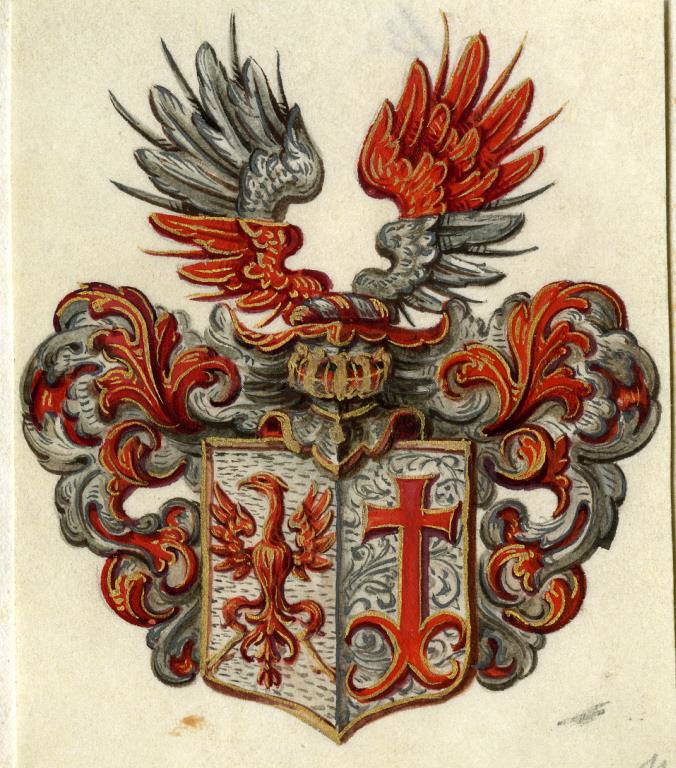
Wappen derer von Meinders (1704) im Österreichischen Staatsarchiv
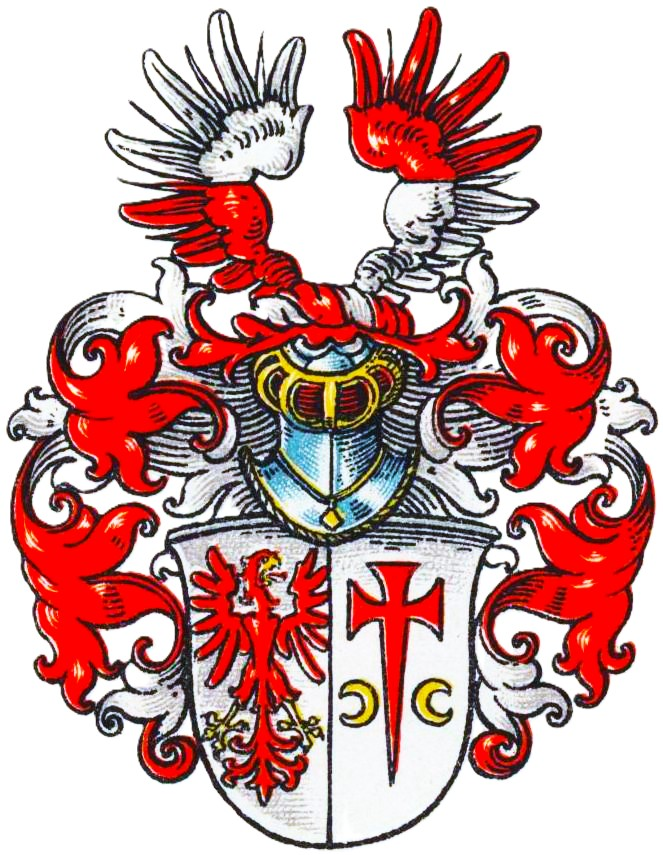
Wappen derer von Meinders im Wappenbuch des Westfälischen Adels